# Blumfeld, ein älterer Junggeselle
Blumfeld, ein älterer Junggeselle ist eine unvollendete Erzählung von Franz Kafka. Sie wurde 1915 verfasst und postum veröffentlicht. Kafkas Erzählung behandelt die skurrilen Schwierigkeiten eines Junggesellen in seinem Privat- und Berufsleben. Im ironischen Ton wird die Kollision eines Sonderlings mit der Realität geschildert.

## Zusammenfassung
Blumfeld, ein älterer Junggeselle, steigt eines Abends zu seinem Zimmer im sechsten Stock hinauf. Dabei geht ihm der Gedanke an einen Hund als Begleiter durch den Kopf. Wegen der zu erwartenden Unannehmlichkeiten verwirft er diesen Gedanken.
Als er sein Zimmer betritt, erwarten ihn dort zwei kleine Zelluloidbälle (Tischtennisbälle), die eigenständig auf und ab springen, auch während Blumfeld seinen weiteren Tätigkeiten nachgeht. Sie halten sich immer knapp hinter ihm und lassen sich nicht abschütteln. Zunächst versucht er sie zu fangen, was ihm auch bei einem gelingt, aber er findet es „zu entwürdigend, solche Maßnahmen gegen zwei kleine Bälle zu ergreifen“ und gibt das Fangen wieder auf, wenn auch mit dem Hintergedanken, dass er sie „gewiß undzwar in allernächster Zeit“ zerstören wird. Um nicht zu sehr gestört zu werden, dämpft er ihre Sprünge, die sie während der Nacht unter seinem Bett vollführen, mit zwei Teppichen, die er darunterlegt. Nach einer unruhigen Nacht für Blumfeld kommt am Morgen die Bedienerin, um ihm den Haushalt zu verrichten. Als Blumfeld zur Arbeit gehen muss, sperrt er die Bälle in seinem Kleiderschrank ein. Da er sie bei seiner Rückkehr nicht mehr vorfinden möchte, beschließt er, sie dem Jungen seiner Bedienerin zu schenken, dieser ist aber zu dumm, um zu begreifen, was Blumfeld will. Schließlich versprechen zwei kleine Mädchen aus dem Haus, sich die Bälle in seinem Zimmer zu holen.
Nun erlebt man Blumfeld in seinem Beruf als Angestellter in einer Wäschefabrik, der Heimarbeiterinnen abfertigt und auszahlt. Nach langen Kämpfen Blumfelds hat man ihm zur Unterstützung zwei Praktikanten zugewiesen. Aber er ist unzufrieden und unglücklich mit den noch sehr kindlichen Helfern. Es kommt zu verschiedenen skurrilen Szenen an der Arbeitsstelle, die Blumfeld nur schwer unter Kontrolle behält. Die unvollendete Erzählung bricht unvermittelt ab.

## Filmisches Formelement
Kafka bietet hier einen grotesken Reflex kinotypischer Verfolgungsszenen. Die komische Wirkung der Szene von Blumfeld auf der Jagd nach den Bällen entsteht aus der Übertragung einer filmischen Verfolgungsdramaturgie auf den Kampf zwischen Mensch und Ding. Mit der slapstickartigen Körpersprache Blumfelds setzt Kafkas Sequenz ihren speziellen skurrilen Effekt frei.

## Textanalyse
Das bei Franz Kafka vielfach auftauchende Junggesellenthema – siehe auch Das Unglück des Junggesellen aus Betrachtung oder Hochzeitsvorbereitungen auf dem Lande – spiegelt seine eigene Situation mit der Angst vor Bindung und Familie wider. Gleichzeitig kommt in der vorliegenden Erzählung der Selbsthass über diese Lebenssituation zum Ausdruck. Blumfeld möchte nicht mit dem weiblichen Pendant – der alten Jungfer – gleichgesetzt werden.
Seine Überlegungen zum Thema Hund, sein Umgang mit den Kindern sind umständlich und in ihrer spitzfindigen Unbeholfenheit fast quälend für den Leser. Die beiden mysteriösen Bällchen, die in eigentümliche Interaktion zu ihm treten, sind wie ein peinlicher Makel, der sich nur schwer abschütteln lässt. Ein Wortspiel liegt möglicherweise vor, da Blumfeld sich vorstellt, „mit großem Bellen“ empfangen zu werden, dann aber nach dem Aufschließen „zwei kleine, weiße blaugestreifte Zelluloidbälle“ erblickt. Oder sollen die hüpfenden Objekte weibliche Brüste assoziieren? Bezeichnend ist, dass zwei kleine, schlaue Mädchen ihn von den Bällchen zu befreien versprechen. Die eigenwilligen Bällchen erinnern auch an das seltsame Wesen Odradek aus Die Sorge des Hausvaters. Abgerundet von dem Bild der hässlichen, unangenehmen Bedienerin, die die privaten Dinge des Blumfeld regelt, zeichnet sich für ihn ein Leben ab, das zwischen armselig, öde und lächerlich angesiedelt ist.
Seine berufliche Existenz ist nicht weniger quälend und erfolglos. Er kommt mit dem Anwachsen seiner Arbeit nicht zurecht, aber auch nicht mit seinen zwei Praktikanten, die man ihm zur Hilfe zugeteilt hat. Hier begegnet man wie im Roman Das Schloss dem Paar der zwei nutzlosen Helfer, die dort dem Landvermesser das Leben schwer machen. Blumfeld schreibt die Unfähigkeit der Praktikanten ihrer Kindlichkeit zu und fragt sich, ob sie denn nicht sogar noch schulpflichtig seien. Die Praktikanten und die Bällchen scheinen in ihrer unbeherrschbaren Art Blumfeld zu verspotten.
Ebenso wie Blumfeld aber schon in seinem privaten Bereich nicht angemessen mit Kindern umgehen konnte, kann er es auch in seinem Berufsleben nicht. Es kommt zu grotesken Szenen im Kampf um einen Besen, die Praktikanten scheinen sich vor den vermeintlichen Schlägen Blumfelds zu fürchten, was zu deutlichen Slapstick-Elementen führt. Er ist nicht in der Lage, ihnen gegenüber sein Verständnis für ihre Kindlichkeit zum Ausdruck zu bringen und sie gleichzeitig als Vorgesetzter zu führen, wie es angebracht wäre. Aus Blumfelds dargestelltem Verhalten im privaten wie auch im beruflichen Umfeld begründet sich sein Junggesellentum, ohne dass ein gestörtes Verhältnis zu Frauen überhaupt thematisiert werden muss.

## Rezeption
- Monika Schmitz-Emans (v. Jagow/Jahraus) S. 281 sieht die enge Verbindung Kafkas mit Gustave Flaubert, dem er sich als blutsverwandt empfindet, und die Anregung durch dessen Junggesellenerzählungen (Bouvard und Pecuchet) und dessen Briefe.
- Dagmar C. Lorenz (v. Jagow/Jahraus) S. 375: „Der Text treibt Kafkas eigenes Dilemma, Intimität zu begehren und aus Furcht vor derselben mögliche Partnerinnen abzuwehren, auf die Spitze. Selbst ein Hund bedeutet ein Zuviel an Bindung, an Verpflichtung, an Gemeinschaft. Die ersehnte Freiheit jedoch ist eine Freiheit zu Nichts.“
- Volker Drüke (2016) sieht das ähnlich wie Dagmar Lorenz, geht aber auch konkret auf die auf- und abspringenden Zelluloidbälle ein: „Ein wunderbar klares Bild für Nähe und Distanz, für Zuwendung und Entfernung – ein Bild, dessen Kreation auf Blumfelds und Kafkas Wunsch nach Gemeinschaft und Alleinsein reagierte. Diese Ambivalenz in zwischenmenschlichen Beziehungen und das Gefühl des Dazwischen-Lebens waren Franz Kafkas ‚Schicksal‘.“ (S. 106)
- Kafkas „älterer Junggeselle“ wurde 1990 zum Namensgeber für die Hamburger Band Blumfeld.

## Ausgaben
- Sämtliche Erzählungen. Herausgegeben von Paul Raabe. Fischer-Taschenbuch-Verlag, Frankfurt am Main 1970, ISBN 3-596-21078-X.
- Nachgelassene Schriften und Fragmente 1. Herausgegeben von Malcolm Pasley. Fischer, Frankfurt am Main 1993, ISBN 3-10-038148-3, S. 310–313, 229–266.
- Die Erzählungen. Originalfassung. Herausgegeben von Roger Hermes. Fischer Verlag, Frankfurt am Main 1997, ISBN 3-596-13270-3.
- Beschreibung eines Kampfes und andere Schriften aus dem Nachlaß in der Fassung der Handschrift. Nach der Kritischen Ausgabe herausgegeben von Hans-Gerd Koch. Fischer Taschenbuch Verlag, Frankfurt am Main 2008, ISBN 978-3-596-18111-7, S. 180–208.

## Sekundärliteratur
- Peter-André Alt: Franz Kafka. Der ewige Sohn. Eine Biographie. 2. durchgesehene Auflage. Sonderausgabe. C.H. Beck, München 2008, ISBN 978-3-406-57535-8, Inhalt (PDF; 330 kB).
- Peter-André Alt: Kafka und der Film. Über kinematographisches Erzählen. C.H. Beck, München 2009, ISBN 978-3-406-58748-1.
- Bernard Dieterle: Kleine nachgelassene Schriften und Fragmente 2. In: Manfred Engel, Bernd Auerochs (Hrsg.): Kafka-Handbuch. Leben – Werk – Wirkung. Metzler, Stuttgart/Weimar 2010, ISBN 978-3-476-02167-0, S. 260–280, bes. 270–272.
- Volker Drüke: Kafkas Verwandlung. Das Urteil, Der Heizer, Die Verwandlung und weitere Erzählungen in neuem Licht. Athena-Verlag, Oberhausen 2016, ISBN 978-3-89896-625-2.
- Bettina von Jagow, Oliver Jahraus: Kafka-Handbuch Leben – Werk – Wirkung. Vandenhoeck & Ruprecht, 2008, ISBN 978-3-525-20852-6.
- Reiner Stach: Kafka Die Jahre der Entscheidung. S. Fischer Verlag, 2004, ISBN 3-596-16187-8.